# Puijo (trampolino)
Il Puijo, ufficialmente in finlandese Puijon hyppyrimäki, è un trampolino situato sull'omonima collina a Kuopio, in Finlandia.

## Storia
Aperto nel 1949 e ampiamente ristrutturato nel 1997, l'impianto ha ospitato i Campionati mondiali juniores di sci nordico 1983 e numerose tappe della Coppa del Mondo di salto con gli sci e Coppa del Mondo di combinata nordica.

## Caratteristiche
Il trampolino lungo ha il punto K a 120 m; il primato di distanza appartiene al norvegese Daniel-André Tande (136 m nel 2016); il trampolino normale ha il punto K a 92 m; il primato di distanza appartiene allo svizzero Simon Ammann (106 m nel 2015).